# Pia Almoina de Banyoles
La Pia Almoina de Banyoles és un edifici de Banyoles (Pla de l'Estany) inclòs a l'Inventari del Patrimoni Arquitectònic de Catalunya com a bé cultural d'interès nacional.

## Descripció
Construcció entre mitgeres situada a la vila vella de Banyoles, a la plaça de la Font.
L'edifici és de complexa arquitectura i barreja d'estils: romànic i gòtic. Tanmateix la construcció inicial deuria ésser anterior a l'any 1000, a jutjar per les restes d'"opus spicatum" en un dels seus murs. La façana és de carreus de pedra de Banyoles ben treballada. Els elements d'obertura es troben repartits a tres nivells. A la part inferior, hi constatem els més antics, corresponents a la primera construcció de l'edifici: la porta d'arc rodó de mig punt adovellat amb una representació escultòrica de l'escut de Banyoles a la dovella clau; al nivell del mig o primer pis, tres finestres ben emmarcades, sobre la llinda, s'insinua, mitjançant una disposició de carreus, d'un arc de descàrrega. El registre de les golfes sembla de factura molt recent. Són tres grans finestrals rectangulars. Coberta de teules àrabs a dues vessants. Ràfec amb escàs voladís. L'interior, pati i galeria d'arcs ogivals, dels segles XIV-XV confereix la característica més remarcable.
El pati interior és el millor exemple del gòtic civil que es conserva a Banyoles. És de planta quadrada. Al bell mig s'hi pot veure el pou i en un dels murs una porta amb arcada de mig punt i adovellada dona entrada a una de les dependències del museu actual; una altra gran arcada permet l'ingrés des de l'exterior o vestíbul, format per un curt corredor, fins al mateix pati. L'accés al primer pis el marca una amplia escala sense baranes. Està format per una galeria d'arcs gòtics separats per columnes amb capitell i àbac, que descansen sobre un petit pòdium o basament. Una finestra germinada o coronella s'obre vers el pati, donant llum a una de les dependències de la part alta. La pedra que conforma les columnes és de tipus nummulític, pròpia de Girona, mentre la que conforma la volta de l'escala que dona accés al primer pis és de travertí.

## Història
La Pia Almoina està ubicada en la històrica plaça de la Font, també coneguda, des del segle xvi com la plaça de la Vila. Ja que també hi era instal·lada la Casa de la Vila, des que l'abat Vallespirans donà independència administrativa als seus vassalls, l'any 1303. La Pia Almoina era una institució benèfica medieval. La de Banyoles fou fundada per Guillem Reixach l'any 1307, junt amb altres veïns de la vila, amb la finalitat de donar, en un dies determinats, pa i roba als pobres. Administrada pels "Jurat" també va agafar altres competències com comprar i mantenir el rellotge de Santa Maria i ajudar a les despeses de la prèdica quaresmal, així com fer donació de 30 lliures a les tres primeres donzelles pobres que es casaven cada any i, a una altra forastera que hagués servit a la vila dos anys seguits. A principi del segle xiv va ser seu de la Universitat o Consell de la Vila format per prohoms de Banyoles, és a dir, el que ara és l'Ajuntament. Al segle xix, degut a la llei de desamortització, desapareixen les rendes que mantenien a aquesta institució benèfica i la Pia Almoina deixa d'existir. L'Ajuntament, denominació que substituí la Casa de la Vila a partir del 1715, hi va continuar ubicat fins que fou traslladat a la part alta del la ciutat (1927). Actualment l'edifici és la seu del Museu Arqueològic Comarcal. També alberga l'Arxiu Històric de la Ciutat i el Centre d'Estudis Comarcals.
Durant el segle xiv es construí el pati quadrat amb escala que comunicava amb la galeria del pis superior.
A principi del segle xiv va ser seu de la Universitat o Consell de la Vila format per prohoms de Banyoles, és a dir, el que ara és l'Ajuntament, fins a l'any 1928. Actualment hi trobem el Museu Arqueològic Comarcal i el Centre d'Estudis Comarcals.